# Elthemidea
Elthemidea is een geslacht van wantsen uit de familie van de Miridae (Blindwantsen). Het geslacht werd voor het eerst wetenschappelijk beschreven door Zheng in 1992.

## Soorten
Het genus bevat de volgende soorten:

- Elthemidea picea L.Y. Zheng, 1992
- Elthemidea sichuanensis (Zheng, 1992)